# Trichomatomyces byrsonimae
Trichomatomyces byrsonimae är en svampart som först beskrevs av Bat. & Peres, och fick sitt nu gällande namn av Dorn.-Silva & Dianese 2004. Trichomatomyces byrsonimae ingår i släktet Trichomatomyces, divisionen sporsäcksvampar och riket svampar.   Inga underarter finns listade i Catalogue of Life.